# O Espelho de Vénus (Burne-Jones)
O Espelho de Vénus (em inglês:  The Mirror of Venus) é uma pintura a óleo sobre tela de 1875 do pintor inglês pré-rafaelita Edward Burne-Jones e que faz parte actualmente do espólio do Museu Calouste Gulbenkian em Lisboa.
Integrado no movimento pré-rafaelita formado em Inglaterra em 1848, Edward Burne-Jones tornou-se um dos grandes nomes de uma nova tendência surgida na década de 1860, designada por Esteticismo.
A obra constitui uma exaltação da beleza ideal, inserindo-se no universo estético comum à arte vitoriana tardia.

## Descrição
Segundo a apresentação da obra pelo Museu Calouste Gulbenkian, o autor recorre a um discurso narrativo mínimo, colocando as figuras poéticas e sonhadoras, que envergam trajes pseudo-clássicos, numa distribuição linear, à maneira de friso de inspiração grega. Mais do que uma semelhança formal de estilo, Burne-Jones procura uma afinidade geral de ambiente renascentista, numa clara alusão ao Quattrocento, de Botticelli em particular, privilegiando no quadro a harmonia decorativa do conjunto e uma evocação nostálgica do passado.
Tal como O Banho de Vénus, também pertencente à Coleção Calouste Gulbenkian, a composição deriva de uma ilustração destinada a The Hill of Venus, integrado no poema The Earthly Paradise, de William Morris, inspirado na lenda medieval de Tannhäuser.
As pinturas de Burne-Jones eram fios da tapeçaria evolutiva do Esteticismo a partir da década de 1860, que considerava que a arte deve ser valorizada como um objeto de beleza gerando uma resposta sensual, em vez de o ser pela história ou moral implícita no tema, o que era, muito expressivamente, a antítese dos ideais de John Ruskin e dos primeiros pré-rafaelitas.
O objetivo artístico de Burne-Jones entende-se pelas suas próprias palavras, numa carta a um amigo:

## História
Após um período inicial de menor receptividade, o reconhecimento chegou finalmente em 1877, na abertura da primeira exposição da Grosvenor Gallery, quando as obras Days of Creation, The Beguiling of Merlin, e o Espelho de Vénus foram expostas.
A obra pertenceu à Coleção Frederick R. Leyland, tendo sido adquirida por Calouste Gulbenkian a Arthur Ruck, em Londres, em 1924.

## Ligação externa
- Página na net do Museu Calouste Gulbenkian